# Черкасский, Дмитрий Мамстрюкович
Князь Дми́трий Мамстрю́кович Черка́сский (ум. 1651) — ближний боярин и воевода в Русском царстве; один из видных деятелей Смутного времени и царствований Михаила Фёдоровича и Алексея Михайловича.

## Биография
До крещения носил имя Каншао. Его отцом был известный князь Мамстрюк Темрюкович Черкасский (ум. 1600/1601), а родной тётей — царица Мария Темрюковна. Имя князя Дмитрия Мамстрюковича встречается впервые в 1600 или 1601 году, когда царь Борис Годунов дал ему в поместье Шереметевскую вотчину, деревню Иванисово с деревнями и с пустошами, всего 291 четь. 
Из времён Смуты сохранилось известие, что, когда после Ходынской битвы 25 июня 1608 года стали отъезжать от царя Василия Шуйского к Лжедмитрию II в Тушино стольники и стряпчие, и дворяне московские, и жильцы, и городовые дворяне, и дети боярские, и дьяки и всякие люди, то и стольник Дмитрий Мамстрюкович отъехал туда же вместе с Дмитрием Трубецким, Алексеем Сицким, Михаилом Бутурлиным и двумя Засекиными, хотя все они всего за несколько дней перед тем целовали крест «сидеть за дом Пресвятыя Богородицы». По-видимому, Черкасский был одним из самых ревностных приверженцев Лжедимитрия II, так как в 1610 году из московских знатных людей только он да Дмитрий Трубецкой остались при нём в Калуге. 11 декабря 1610 года самозванец был убит, и вскоре жители Калуги вынуждены были покориться королевичу Владиславу и принять его воеводу Юрия Трубецкого. Тогда Дмитрий Мамстрюкович оставил Калугу и 27 января 1611 года приехал к гетману литовскому Яну Сапеге, который выражал желание сражаться за православную веру в расчёте на то, что «кто будет на Московском государстве царём, тот и заплатит за его и прочих вольных людей заслуги».
Однако, в следующем 1612 году имя Черкасского встречается среди деятельных сподвижников Кузьмы Минина. Дмитрий Мамстрюкович был послан против гетмана Яна Ходкевича и побил его; выгнал казаков из Антониева монастыря в Бежецком уезде и из Углича. На жалованной грамоте Дмитрию Трубецкому, данной в 1613 году во время междуцарствия от Боярской думы, Василий Бутурлин приложил руку и за себя и за князя Дмитрия Черкасского, который, кажется, не умел писать или, подобно Кузьме Минину, считал себя правителем государства. Будучи первым в Совете всей земли Второго ополчения по местничеству и долго считаясь главным претендентом на престол, он не хотел собственноручно отречься от своих претензий на престол: по крайней мере, на грамоте об избрании на царство родственника другой жены Ивана Грозного Михаила Фёдоровича Романова, который, в отличие от потомков князя Инала, не был в кровном родстве с Рюриковичами, за него расписался князь Василий Туренин. Двоюродный брат Дмитрия Мамстрюковича Иван Борисович Черкасский был также двоюродным братом Михаила Фёдоровича и руководил государством.
При новом царе Дмитрий Мамстрюкович был одним из виднейших боевых воевод во время продолжительной и ожесточенной борьбы Москвы с Польшей и Литвой. Ещё в 1613 году царь послал стольников и воевод Дмитрия Мамстрюковича да Михаила Бутурлина против польских и литовских людей и черкас; воеводы вытеснили неприятеля из Серпейских и Мещовских мест к Вязьме, а оттуда к Дорогобужу; самым замечательным событием этого года была осада города Белой, во время которой Бутурлин был опасно ранен в голову, так что Черкасский должен был один руководить действиями и в августе заставил город сдаться. За Бельскую службу царь прислал князю золотых и велел о его здоровье спрашивать. На место Бутурлина товарищем Черкасскому был назначен князь Иван Троекуров, и в августе же воеводам было приказано идти под Смоленск. Осада Смоленска тянулась до половины 1615 года и не привела к сдаче: недостаток в ратных людях и в провианте, и разные другие нестроения в русском войске были тому причиной. Несмотря на то, действия воевод были настолько удачны, что весною 1615 года царь прислал под Смоленск стольника спрашивать об их здоровье.
В июне этого же года Дмитрий Мамстрюкович и его товарищ были отозваны к Москве. По приезде в Москву Черкасский был приглашён к столу государеву, а после стола Государь пожаловал ему шубу на соболях, атлас золотный и кубок. В августе 1617 года, узнав, что литовцы осадили Дорогобуж, Государь указал воеводам собираться в замосковных городах и ждать дальнейших его распоряжений; Дмитрий Мамстрюкович был назначен в Ярославль. Когда же, в декабре 1617 года, пришла весть, что королевич Владислав хочет идти к Можайску, Черкасскому сначала велено было идти на Волок, а потом в начале 1618 года пришёл указ идти к Можайску, где сидел Борис Лыков. Черкасскому удалось пробиться в Можайск; поляки и литовцы так стеснили, однако, московских воевод, что только присланный царём вспомогательный отряд избавил осаждённых от окончательного поражения и плена; сам Черкасский был ранен и увезён в Москву. Туда же приказано было ему и Лыкову отвести свои войска. Вероятно, князь находился вместе с царём в Москве, когда в 1618 году её осаждал Владислав. Переговоры, кончившиеся заключением перемирия в Деулине, надолго прервали боевую деятельность Черкасского.
6 января 1619 года он был пожалован из стольников в бояре, что открыло ему возможность занять сообразное знатности своего рода и своим военным заслугам место в высшем управлении государством. В 1623, 1625, 1628, 1629, 1632, 1633, 1634 годах князь ведал приказом Казанского дворца, в котором он заседал, ещё будучи стольником, в 1611 году; вместе с Казанским Дворцом ему подчинён был, вероятно, и Сибирский приказ, так как оба эти приказа всегда находились в ведении одного и того же лица; в 1637—1638 году Казанский Дворец находился уже в ведении Бориса Лыкова.
Затруднения в войне с Польшей заставили царя, 18 октября 1633 года, назначить Черкасского главным воеводой войск, назначенных идти под Смоленск на выручку к боярину Михаилу Шеину. Ещё 11 июля 1630 года государь указал было Черкасскому быть на своей государевой службе под Смоленск, но посылка эта не состоялась. В апреле 1632 года царь опять указал Черкасскому и Лыкову быть на своей службе под Смоленском, но 22 апреля на их место были назначены боярин Михаил Шеин и Дмитрий Пожарский. Назначенный, наконец, воеводой, Черкасский к февралю 1634 года успел дойти только до Можайска, когда Шеин уже сдался; князь пробыл на воеводстве до самого заключения Поляновского мира и был отозван к Москве 13 июня 1634 года.
Один раз пришлось Черкасскому быть и первым воеводою на Украине, для охранения русской границы от набегов крымцев и ногайцев: указ об этом последовал 1 мая 1639 года, а 14 сентября князь уже был отпущен к Москве.
Как почти все Черкасские, Дмитрий Мамстрюкович занимал выдающееся положение при дворе. О близости его к государю лучше всего говорит то, что на обеих свадьбах царских (в 1624 и 1626 годах) он был большим дружкой с Государевой стороны; на обедах у государя — он обычный гость; не раз ездил он с государем в подмосковные сёла для потехи и по монастырям на богомолье. В иерархии придворных чинов Черкасскому принадлежало одно из первых мест. Его назначали в «ответ» с послами, например со шведским 17 февраля 1630 года; ему государь поручил 21 мая 1635 года вместе с другими боярами ведать Москву на время своего отсутствия. Об отношениях Дмитрия Мамстрюковича к лицам, окружавшим царя, ничего не известно, кроме нескольких случаев местничанья; народная молва приписывала Морозовым и Милославским что-то вроде подобного соперничества с потомком князя Инала — Дмитрием Мамстрюковичем.
Дмитрий Мамстрюкович умер в 1651 году. От брака с Еленой Алексеевной Зюзиной (в 1620 году) детей не было.